# Timorodes blepharias
Timorodes blepharias är en fjärilsart som beskrevs av Edward Meyrick 1902. Timorodes blepharias ingår i släktet Timorodes och familjen trågspinnare. Inga underarter finns listade i Catalogue of Life.